# Dust (película)
Dust es una película dramática belga de 1985 dirigida por Marion Hänsel basada en la novela de J. M. Coetzee In the Heart of the Country. El film fue rodado en España y Francia. Fue seleccionada por Bélgica para competir en el Óscar a la mejor película de habla no inglesa aunque no fue finalmente nominada. Ganó el León de Plata, en el Festival Internacional de Cine de Venecia de 1985. El jurado reconoció la actuación de Jane Birkin como una de las mejores del año, pero decidió no otorgar un premio a la mejor actriz porque todas las actrices que juzgaron que hicieron las mejores actuaciones estaban en películas que ganaron premios importantes.

## Sinopsis
En Sudáfrica, una soltera asesina a su padre porque ha violado a la esposa del capataz negro de la plantación.

## Reparto
| Actor                      | Personaje  |
| -------------------------- | ---------- |
| Jane Birkin                | Magda      |
| Trevor Howard              | El padre   |
| John Matshikiza            | Hendrick   |
| Nadine Uwampa              | Klein Anna |
| Lourdes Cristina Boho Sayo | Oud Anna   |
| René Díaz                  | Jacob      |
| Tom Vrebus                 | Piet       |